# 2016년 에콰도르 지진
에콰도르 시간 2016년 4월 16일 18시 58분에 에콰도르의 에스메랄다스 주 무이스네에서 남동쪽으로 약 27km 떨어진 부근에서 진앙으로 발생한 모멘트 규모 7.8의 지진이 발생하였다. 이 지진에 의해 진앙에서 약 170km 떨어진 수도 키토에서도 강한 흔들림이 느껴졌다.
태평양 쓰나미 경보 센터에서 에콰도르와 콜롬비아에 쓰나미 경보가 발령되었으며, 약 3시간 후에 해제되었다. 에콰도르에서 발생한 지진으로는 1979년 투마코 지진 이후 최대 규모의 지진이 되었다.
만타에서는 만타 공군 기지 관제탑이 막대한 피해를 받았다. 이 지진으로 적어도 660명이 사망하고 4605명의 부상자가 나왔다.

## 사고
흔들림의 충격에 의해, 항구 도시 에스메랄다스에 있는 정유공장 저장 탱크의 10곳 중 4곳이 파손되어 기름이 유출되었다.
.

## 사망자
| 에콰도르                                                                                          | 639명 |
| 콜롬비아                                                                                          | 11명  |
| 캐나다                                                                                            | 4명   |
| 쿠바                                                                                              | 3명   |
| 도미니카 공화국                                                                                   | 1명   |
| 이탈리아                                                                                          | 1명   |
| 영국                                                                                              | 1명   |
| 미국                                                                                              | 1명   |
| 합계 *                                                                                            | 661명 |
| ※다수 국적을 소유하고 있는 피해자도 있기 때문에, 사망자수에 따른 조사와의 합계와는 결과가 다르다. |       |

## 같이 보기
- 2016년의 지진
  - 올해 4월 중순에 들어서 아프가니스탄→미얀마→일본→에콰도르 순으로 연달아 지진이 발생하고 있다.
- 에콰도르의 지진 목록(영어판)